# چاکوالا
چاکوالا (نام علمی: Sauromalus) نام یک سرده از تیره ایگوآنایان است.